# Raffinerie de Karabalta
La raffinerie de Karabalta, en russe Нефтеперерабатывающий завод НПЗ в Кара-Балте, est une raffinerie de pétrole en construction. Elle est située à Karabalta au Kirghizistan. Sa construction a démarré en 2009 et a provoqué des protestations de la population alentour, qui ont conduit à son arrêt,.
Sa construction, menée par des investisseurs chinois, devait être terminée en 2013 ; elle a nécessité un investissement d'environ 250 millions de dollars. Sa capacité de production est estimée  à 600 000 tonnes par an.